# Őridobra
Őridobra (németül: Neuhaus in der Wart, horvátul: Dobra) Pinkamiske településrésze, egykor önálló község Ausztriában Burgenland tartományban a Felsőőri járásban.

## Fekvése
Felsőőrtől 12 km-re délkeletre a Teichenbach partján  fekszik.

## Története
A települést a Zrínyiek alapították a 16. században, amikor 1557 és 1561 között horvátországi birtokaikról horvátokat telepítettek ide. Lakói a falut "Dobrovának" nevezték el, mely a magyarban előbb "Dobra", majd "Őridobra" névre változott. Német neve "Neuhaus" (Újház) későbbi német betelepülőitől származik. 1613-tól az Erdődyek birtoka volt. Az 1688-as urbárium szerint területe megoszlott a monyorókeréki és a vörösvári uradalom között. Lakói között fokozatosan a németek kerültek többségbe, de még 1836-ban is az idősebbek többsége jobban beszélt horvátul mint németül. Első iskolaépülete 1852-ben még fából épült, 1870-ben átépítették.
Vályi András szerint "DOBRA. Crabatdorf, Dobrova. Elegyes német falu Vas Vármegyében, földes Ura Gróf Erdődy Uraság, lakosai katolikusok, fekszik a’ Kőszegi járásban, Monyorókeréktöl nem meszsze, földgye soványas, és tsekély vagyonnyai lévén, harmadik Osztálybéli. " 
Fényes Elek szerint " Dobrafalva, horvát falu, Vas vgyében, Punkamiskéhez 1 óra, ut. p. Szombathely, 180 kath. lak. Birja gr. Erdődy György."
Vas vármegye monográfiája szerint " Dobra, kisebb község, melynek 322 lakosa németajkú és r. kath. vallású. Postája Jobbágyi, távírója Felső-Eör. A körjegyzőség és a körorvos székhelye. A község elrejtett völgykatlanban fekszik. Régi várkastélya e század elején dőlt romba. Közelében van a „Tábor” nevű várlak, mely gr. Batthyány Lajos miniszterelnöknek kedvencz nyaralóhelye volt. Plébániája 1690-ben már virágzott. A kegyúri jogokat gróf Batthyány Ferencz örökösei gyakorolják ."
(Megjegyzés: A monográfia nyilvánvalóan keveri Őridobrát a tartomány déli csücskében fekvő volt Batthyány birtok Vasdobrával, melynek csakugyan volt vára is.)
1910-ben 309, túlnyomórészt német lakosa volt. A trianoni békeszerződésig Vas vármegye Felsőőri járásához tartozott. 1921-ben Ausztria Burgenland tartományának része lett. 1971-ben Pinkamiskéhez csatolták.

## Külső hivatkozások
- Pinkamiske hivatalos oldala
- Őridobra a dél-burgenlandi települések honlapján